# Coppa del Belgio 2015-2016
La Coppa del Belgio 2015-2016 (detta anche Croky Cup per motivi di sponsorizzazione) è stata la 61ª edizione della coppa nazionale belga di calcio. Ha avuto inizio il 26 luglio 2015 e si è conclusa il 20 marzo 2016 con la finale tra lo Standard Liegi ed il Club Bruges, terminata 2-1.

## Formato
Tutti i turni della Coppa del Belgio, con eccezione delle semifinali, si disputano con partite di sola andata ad eliminazione diretta. Le squadre appartenenti alla Pro League entrano nei sedicesimi di finale. Alla competizione partecipano 294 squadre:
- 160 squadre provenienti dalle serie provinciali;
- 64 squadre provenienti dalla Promotion;
- 37 squadre provenienti dalla Derde klasse;
- 17 squadre provenienti dalla Tweede klasse;
- 16 squadre provenienti dalla Pro League.

## Primo turno
Al primo turno partecipano 220 squadre appartenenti alle serie provinciali e alla Promotion.

### Gruppo 1 (Fiandre Occidentali)
| Squadra 1                | Risultato       | Squadra 2               |
| ------------------------ | --------------- | ----------------------- |
| 26 luglio 2015           |                 |                         |
| Westhoek                 | 4 – 0           | Eendracht Wervik        |
| Voorwaarts Zwevezele     | 5 – 1           | V.V. Westkapelle        |
| Rumbeke                  | 2 – 0           | De Ruiter Roeselare     |
| Damme                    | 3 – 0           | K.F.C. Meulebeke        |
| Racing Waregem           | 2 – 2 (6-5 dtr) | Eernegem                |
| White Star Adinkerke     | 2 – 1           | Oostnieuwkerke          |
| Knokke                   | 7 – 0           | K.S.K. Vlamertinge      |
| Ingelmunster             | 7 – 0           | S.K. Nieuwkerke         |
| Géants Athois            | 0 – 5 a tav.    | Zwevegem Sport          |
| SV Wevelgem-City         | 3 – 1           | Menen                   |
| Wingene                  | 4 – 0           | White Star Lauwe        |
| Groene Duivels Ongooigem | 0 – 3           | Sporting West Harelbeke |
| Tournai                  | 5 – 0           | K. Blauwvoet Otegem     |
| Wielsbeke                | 0 – 1           | Sassport Boezinge       |

### Gruppo 2 (Fiandre Orientali)
| Squadra 1                 | Risultato       | Squadra 2            |
| ------------------------- | --------------- | -------------------- |
| 24 luglio 2015            |                 |                      |
| Jong Vlaanderen Kruibeke  | 2 – 1           | Eendracht Drongen    |
| 25 luglio 2015            |                 |                      |
| K.V.K. Ninove             | 4 – 1           | Voorde               |
| RC Lebbeke                | 1 – 1 (3-4 dtr) | Zelzate              |
| 26 luglio 2015            |                 |                      |
| Merelbeke                 | 3 – 2           | S.K. Lochristi       |
| Sporting Sint-Gillis-Waas | 3 – 0           | Rangers Opdorp       |
| R.W.D. Molenbeek          | 1 – 0           | Avanti Stekene       |
| S.C. Dikkelvenne          | 3 – 2           | Svelta Melsele       |
| Willen Is Kunnen Eine     | 6 – 1           | Laarne-Kalken        |
| Willen Is Kunnen Boekel   | 0 – 4           | Eendracht Zele       |
| Zeveren Sportief          | 3 – 5           | K. FC Evergem Center |
| Maldegem                  | 0 – 2           | Berlare              |
| Appelterre-Eichem         | 1 – 2           | Wetteren-Kwatrecht   |
| Pepingen                  | 3 – 2           | Jong Lede            |
| De Jeugd Lovendegem       | 0 – 3           | Ronse                |

### Gruppo 3 (Anversa)
| Squadra 1                 | Risultato       | Squadra 2             |
| ------------------------- | --------------- | --------------------- |
| 25 luglio 2015            |                 |                       |
| K. FC Heultje             | 0 – 5           | Mariekerke            |
| K. Merksplas SK           | 1 – 6           | Vosselaar             |
| Zwarte Leeuw              | 5 – 0           | FC Walem              |
| 26 luglio 2015            |                 |                       |
| Turnhout                  | 4 – 0           | VV Duffel             |
| K. FC Nijlen              | 1 – 0           | K. Berg en Dal VV     |
| Duffel                    | 3 – 1           | K. FC Beekhoek Sport  |
| K. Bevel FC               | 1 – 1 (3-4 dtr) | K. Zwaluwen Olmen     |
| Verbroedering Zwijndrecht | 3 – 0           | K. FC Ranst           |
| K. Groen Rood Katelijne   | 4 – 2           | Lyra                  |
| K. Wuustwezel FC          | 3 – 3 (7-8 dtr) | Lille                 |
| Sint-Lenaarts             | 2 – 0           | Herentals             |
| City Pirates              | 1 – 2           | K. FC Brasschaat      |
| K. Antonia FC             | 0 – 1           | Witgoor Sport         |
| SV Aartselaar             | 0 – 4           | White Star Schorvoort |

### Gruppo 4 (Brabante)
| Squadra 1                  | Risultato       | Squadra 2                       |
| -------------------------- | --------------- | ------------------------------- |
| 25 luglio 2015             |                 |                                 |
| SK Kampelaar               | 0 – 3           | Halle                           |
| Verenigd Tervuren-Duisburg | 2 – 2 (2-4 dtr) | Stade Everois RC                |
| Wolvertem                  | 6 – 0           | FC Rillaar Sport                |
| 26 luglio 2015             |                 |                                 |
| K. Olympia VC Sterrebeek   | 4 – 1           | Renaissance Club Schaerbeek     |
| R. CS Ohain                | 2 – 1           | R. Union Rixensartoise          |
| K. AC Betekom              | 3 – 1           | K. VC Haacht                    |
| Waterloo                   | 3 – 0           | Verbroedering Beersel Drogenbos |
| K. FC Eppegem              | 14 – 0          | R. La Hulpe SC                  |
| Korbeek Sport              | 0 – 2           | Sportief Rotselaar              |
| Berchem                    | 3 – 2           | Wambeek                         |
| Rode Duivels Zoutleeuw     | 1 – 6           | Olympia Wijgmaal                |
| Ganshoren                  | 5 – 0           | US d'Ophain                     |
| Rebecquoise                | 3 – 1           | K. FC Lennik                    |
| K. FC Peutie               | 0 – 6           | Léopold                         |

### Gruppo 5 (Hainaut e Namur)
| Squadra 1                   | Risultato       | Squadra 2                |
| --------------------------- | --------------- | ------------------------ |
| 25 luglio 2015              |                 |                          |
| Grand-Leez                  | 4 – 1           | R. AS Lessines-Ollignies |
| R. Olympic CCM              | 9 – 0           | R. US Flobecquoise       |
| 26 luglio 2015              |                 |                          |
| US de Pesche                | 0 – 1           | R. US Courcelloise       |
| Racing FC Fosses            | 1 – 3           | R. Châtelet SC           |
| Association Monkainoise     | 8 – 0           | ARS de l'Entité Floreffe |
| R. Standard Cl. Pâturageois | 0 – 1           | Péruwelz FC              |
| Pont-A-Celles Buzet         | 1 – 1 (5-4 dtr) | Olympic Cl. Nismes       |
| AEDEC Hyon                  | 1 – 2           | R. Albert Quevy-Mons     |
| R. FC Rapid Symphorinois    | 4 – 0           | JS Isièroise             |
| Francs Borains              | 2 – 1           | Arquet                   |
| Ass. Sp. Club Havinnes      | 0 – 3           | FC Ostiches              |
| Spy                         | 1 – 1 (4-3 dtr) | AS Fontainoise           |
| Racing Charleroi-C-F        | 9 – 2           | Entente Châtelet         |
| R. AS Monceau               | 5 – 1           | Athletic Club Le Roeulx  |

### Gruppo 6 (Limburgo)
| Squadra 1                 | Risultato       | Squadra 2                        |
| ------------------------- | --------------- | -------------------------------- |
| 25 luglio 2015            |                 |                                  |
| K. Herk FC                | 1 – 0           | Bilzerse Waltwilder VV           |
| Leopoldsburg              | 3 – 0           | Bree                             |
| VV THES Sport Tessenderlo | 1 – 1 (7-6 dtr) | Zonhoven                         |
| Spouwen-Mopertingen       | 8 – 0           | KVK Beringen                     |
| 26 luglio 2015            |                 |                                  |
| FC Helson Helchteren      | 0 – 2           | Wellen                           |
| Real Neeroeteren-Maaseik  | 0 – 7           | Esperanza Neerpelt               |
| Vlijtingen                | 1 – 0           | Weerstand Koersel                |
| FC Apollo '74 Gellik      | 0 – 5 a tav.    | K. Kattenbos Sport               |
| Hades                     | 5 – 0           | K. Martenslinde Rijkhoven Biesen |
| K. Flandria Dorne         | 0 – 7           | Lutlommel                        |
| Eendracht Termien         | 4 – 1           | K. HIH Hoepertingen              |
| K. Daring Huvo Jeuk       | 2 – 2 (7-8 dtr) | VV Brustem Centrum               |

### Gruppo 7 (Liegi e Namur)
| Squadra 1                 | Risultato       | Squadra 2               |
| ------------------------- | --------------- | ----------------------- |
| 25 luglio 2015            |                 |                         |
| R. AEC Sclayn             | 2 – 4           | CS Wépionnais           |
| 26 luglio 2015            |                 |                         |
| US Hesbignonne Limontoise | 6 – 0           | Verlaine B              |
| Raeren                    | 0 – 0 (0-3 dtr) | R. CS Stavelotain       |
| R. Dinant FC              | 2 – 5           | JS Fizoise              |
| Athletic Club Hombourg    | 3 – 0           | Pontisse Cité FC        |
| R. Ougrée FC              | 5 – 1           | R. CS Stavelotain B     |
| Loyers                    | 6 – 2           | R. Jeunesse Aischoise B |
| URS Lixhe-Lanaye          | 3 – 2           | Couvin-Mariembourg      |
| Tamines                   | 7 – 0           | JS Eghezée              |
| Namur                     | 3 – 1           | R. US Gold Star Liège   |
| Union Walhorn             | 1 – 4           | Meux                    |
| Bièvre                    | 0 – 6           | R. Jeunesse Aischoise   |
| JS Kemexhe Crisnée        | 0 – 4           | FC de Trooz             |
| Beaufays                  | 1 – 1 (3-2 dtr) | Warnant                 |
| R. FC Sart-Lez-Spa        | 1 – 1 (3-4 dtr) | R. ES Gesvoise          |
| Chevetogne Football       | 1 – 1 (4-2 dtr) | RJ Rochefort            |

### Gruppo 8 (Lussemburgo)
| Squadra 1              | Risultato    | Squadra 2                      |
| ---------------------- | ------------ | ------------------------------ |
| US Martelangeoise      | 0 – 5 a tav. | Solières Sport                 |
| 25 luglio 2015         |              |                                |
| R. Marloie Sport       | 2 – 3        | Aywaille                       |
| EC Jamoigne-Chiny      | 0 – 6        | R. Daring Club de Cointe-Liège |
| Waremme                | 3 – 0        | Meix                           |
| 26 luglio 2015         |              |                                |
| R. US Marbehan         | 1 – 2        | Mormont                        |
| R. Olympic Cl. Rochois | 0 – 1        | FC Richelle United             |
| Bertrix                | 4 – 2        | R. SS Salmienne                |
| R. US d'Ethe-Belmont   | 2 – 1        | Lorrain Arlon                  |
| Verlaine               | 3 – 0        | R. Espoir Rossignol            |
| ES Villance            | 1 – 9        | Givry                          |
| Habay-la-Neuve         | 8 – 0        | R. Olympic Harre               |
| Longlier               | 3 – 0        | Entente Durbuy                 |
| Vaux                   | 2 – 0        | ESC Poupehan                   |
| Verviétois             | 0 – 5        | Champlon                       |

## Secondo turno
Al secondo turno partecipano le 110 squadre vincenti il primo turno.

### Gruppo 1 (Fiandre Occidentali)
| Squadra 1      | Risultato       | Squadra 2               |
| -------------- | --------------- | ----------------------- |
| 1º agosto 2015 |                 |                         |
| Tournai        | 2 – 0           | Sassport Boezinge       |
| 2 agosto 2015  |                 |                         |
| Westhoek       | 2 – 2 (1-3 dtr) | Voorwaarts Zwevezele    |
| Rumbeke        | 1 – 1 (2-4 dtr) | Damme                   |
| Racing Waregem | 6 – 0           | White Star Adinkerke    |
| Knokke         | 2 – 0           | Ingelmunster            |
| Zwevegem Sport | 0 - 0 (4-2 dtr) | SV Wevelgem-City        |
| Wingene        | 1 – 2           | Sporting West Harelbeke |

### Gruppo 2 (Fiandre Orientali)
| Squadra 1             | Risultato       | Squadra 2                 |
| --------------------- | --------------- | ------------------------- |
| 1º agosto 2015        |                 |                           |
| K.V.K. Ninove         | 1 – 2           | Sporting Sint-Gillis-Waas |
| 2 agosto 2015         |                 |                           |
| Merelbeke             | 3 – 2           | Jong Vlaanderen Kruibeke  |
| R.W.D. Molenbeek      | 2 – 1           | S.C. Dikkelvenne          |
| Willen Is Kunnen Eine | 1 – 3           | Eendracht Zele            |
| K. FC Evergem Center  | 3 – 4           | Berlare                   |
| Wetteren-Kwatrecht    | 0 – 0 (1-4 dtr) | Pepingen                  |
| Zelzate               | 0 – 0 (2-3 dtr) | Ronse                     |

### Gruppo 3 (Anversa)
| Squadra 1               | Risultato       | Squadra 2                 |
| ----------------------- | --------------- | ------------------------- |
| 1º agosto 2015          |                 |                           |
| Sint-Lenaarts           | 1 – 2           | Vosselaar                 |
| Zwarte Leeuw            | 3 – 2           | K. FC Brasschaat          |
| 2 agosto 2015           |                 |                           |
| Turnhout                | 1 – 1 (3-4 dtr) | K. FC Nijlen              |
| Duffel                  | 1 – 1 (8-7 dtr) | Mariekerke                |
| K. Zwaluwen Olmen       | 4 – 1           | Verbroedering Zwijndrecht |
| K. Groen Rood Katelijne | 2 – 1           | Lille                     |
| Witgoor Sport           | 1 – 1 (5-3 dtr) | White Star Schorvoort     |

### Gruppo 4 (Brabante)
| Squadra 1          | Risultato         | Squadra 2                |
| ------------------ | ----------------- | ------------------------ |
| 2 agosto 2015      |                   |                          |
| Halle              | 0 – 0 (5-4 dtr)   | K. Olympia VC Sterrebeek |
| R. CS Ohain        | 1 – 6             | K. AC Betekom            |
| Waterloo           | 2 – 1             | K. FC Eppegem            |
| Sportief Rotselaar | 5 – 1             | Berchem                  |
| Olympia Wijgmaal   | 3 – 1             | Ganshoren                |
| Rebecquoise        | 1 – 1 (15-16 dtr) | Wolvertem                |
| Léopold            | 4 – 3             | Stade Everois RC         |

### Gruppo 5 (Hainaut e Namur)
| Squadra 1            | Risultato | Squadra 2                |
| -------------------- | --------- | ------------------------ |
| 2 agosto 2015        |           |                          |
| R. US Courcelloise   | 2 – 3     | R. Olympic CCM           |
| R. Châtelet SC       | 3 – 5     | Association Monkainoise  |
| Péruwelz FC          | 3 – 2     | Pont-A-Celles Buzet      |
| R. Albert Quevy-Mons | 3 – 1     | R. FC Rapid Symphorinois |
| Grand-Leez           | 0 – 3     | Francs Borains           |
| FC Ostiches          | 1 – 0     | Spy                      |
| Racing Charleroi-C-F | 3 – 2     | R. AS Monceau            |

### Gruppo 6 (Limburgo)
| Squadra 1                 | Risultato       | Squadra 2           |
| ------------------------- | --------------- | ------------------- |
| 1º agosto 2015            |                 |                     |
| Leopoldsburg              | 1 – 0           | Vlijtingen          |
| VV THES Sport Tessenderlo | 2 – 3           | Spouwen-Mopertingen |
| 2 agosto 2015             |                 |                     |
| Wellen                    | 1 – 6           | Esperanza Neerpelt  |
| K. Kattenbos Sport        | 0 – 1           | Hades               |
| Lutlommel                 | 1 – 1 (4-2 dtr) | Eendracht Termien   |
| K. Herk FC                | 0 – 0 (7-6 dtr) | VV Brustem Centrum  |

### Gruppo 7 (Liegi e Namur)
| Squadra 1                 | Risultato       | Squadra 2              |
| ------------------------- | --------------- | ---------------------- |
| 2 agosto 2015             |                 |                        |
| US Hesbignonne Limontoise | 2 – 2 (3-4 dtr) | R. CS Stavelotain      |
| JS Fizoise                | 1 – 1 (6-5 dtr) | Athletic Club Hombourg |
| R. Ougrée FC              | 3 – 1           | CS Wépionnais          |
| Loyers                    | 0 – 4           | URS Lixhe-Lanaye       |
| Tamines                   | 1 – 4           | Namur                  |
| Meux                      | 4 – 0           | R. Jeunesse Aischoise  |
| FC de Trooz               | 1 – 1 (4-5 dtr) | Beaufays               |
| Chevetogne Football       | 3 – 0           | R. ES Gesvoise         |

### Gruppo 8 (Lussemburgo)
| Squadra 1                      | Risultato       | Squadra 2            |
| ------------------------------ | --------------- | -------------------- |
| 1º agosto 2015                 |                 |                      |
| Bertrix                        | 1 – 0           | R. US d'Ethe-Belmont |
| 2 agosto 2015                  |                 |                      |
| R. Daring Club de Cointe-Liège | 6 – 1           | Mormont              |
| Solières Sport                 | 2 – 4           | FC Richelle United   |
| Waremme                        | 1 – 1 (3-4 dtr) | Verlaine             |
| Givry                          | 3 – 0           | Habay-la-Neuve       |
| Longlier                       | 1 – 0           | Aywaille             |
| Vaux                           | 0 – 1           | Champlon             |

## Terzo turno
Al terzo turno partecipano le 55 squadre vincenti il secondo turno e le 37 squadre appartenenti alla Derde klasse.
| Squadra 1                 | Risultato       | Squadra 2                       |
| ------------------------- | --------------- | ------------------------------- |
| 7 agosto 2015             |                 |                                 |
| Spouwen-Mopertingen       | 2 – 1           | K. FC Olympia Beerschot-Wilrijk |
| 8 agosto 2015             |                 |                                 |
| Wallonne Ciney            | 2 – 0           | K. AC Betekom                   |
| Vosselaar                 | 2 – 2 (2-4 dtr) | Izegem                          |
| K. FC Oosterzonen         | 6 – 1           | SV Wevelgem-City                |
| Hoogstraten               | 1 – 0           | Lutlommel                       |
| Sparta Petegem            | 1 – 3           | R. Olympic CCM                  |
| Hades                     | 2 – 2 (5-3 dtr) | Lokeren-Temse                   |
| Bertrix                   | 1 – 5           | Cappellen                       |
| K. FC Nijlen              | 1 – 1 (4-5 dtr) | Bornem                          |
| 9 agosto 2015             |                 |                                 |
| FC Ostiches               | 1 – 2           | RFC Liegi                       |
| Sint-Eloois-Winkel        | 6 – 0           | R. Ougrée FC                    |
| Diegem                    | 0 – 0 (5-3 dtr) | Tournai                         |
| Damme                     | 0 – 0 (2-4 dtr) | Léopold                         |
| Knokke                    | 2 – 1           | RFCB Sprimont                   |
| Witgoor Sport             | 0 – 3           | Dender                          |
| Tempo Overijse            | 3 – 0           | Beaufays                        |
| Meux                      | 4 – 0           | R. Albert Quevy-Mons            |
| Boom                      | 1 – 0           | Waterloo                        |
| Francs Borains            | 0 – 1           | Esperanza Neerpelt              |
| Gullegem                  | 2 – 0           | K. Groen Rood Katelijne         |
| Eendracht Zele            | 1 – 1 (5-6 dtr) | Merelbeke                       |
| Wolvertem                 | 0 – 0 (1-4 dtr) | Union La Calamine               |
| Eendracht Aalst           | 1 – 1 (2-4 dtr) | Duffel                          |
| Berchem                   | 2 – 2 (3-5 dtr) | Olympia Wijgmaal                |
| Association Monkainoise   | 1 – 1 (5-6 dtr) | Namur                           |
| Racing Waregem            | 1 – 3           | Wallonia Walhain                |
| Sint-Niklase              | 1 – 0           | Halle                           |
| Péruwelz FC               | 1 – 5           | Racing Charleroi-C-F            |
| Pepingen                  | 1 – 3           | La Louvière Centre              |
| R.W.D. Molenbeek          | 1 – 0           | Ronse                           |
| K. Bocholter VV           | 3 – 1           | R. CS Stavelotain               |
| Sporting Sint-Gillis-Waas | 2 – 0           | JS Fizoise                      |
| Zwarte Leeuw              | 2 – 1           | Sporting Hasselt                |
| Acren                     | 4 – 3           | URS Lixhe-Lanaye                |
| Oudenaarde                | 2 – 2 (6-7 dtr) | R. Daring Club de Cointe-Liège  |
| Longlier                  | 1 – 3           | Hamoir                          |
| Torhout                   | 0 – 1           | Berlare                         |
| Voorwaarts Zwevezele      | 3 – 5           | VW Hamme                        |
| K. Zwaluwen Olmen         | 1 – 3           | Olsa Brakel                     |
| Sporting West Harelbeke   | 0 – 1           | Tienen                          |
| Leopoldsburg              | 1 – 5           | Gent-Zeehaven                   |
| Grimbergen                | 8 – 1           | Sportief Rotselaar              |
| Champlon                  | 0 – 1           | FC Richelle United              |
| Racing Mechelen           | 2 – 0           | Chevetogne Football             |
| Verlaine                  | 1 – 3           | Londerzeel                      |
| K. Herk FC                | 1 – 3           | Givry                           |

## Quarto turno
Al quarto turno partecipano le 46 squadre vincenti il terzo turno, 1 squadra alla Derde klasse e 17 squadre appartenenti alla Tweede klasse.
| Squadra 1                      | Risultato             | Squadra 2                 |
| ------------------------------ | --------------------- | ------------------------- |
| 15 agosto 2015                 |                       |                           |
| Tubize-Braine                  | 2 – 0                 | R. Olympic CCM            |
| Virton                         | 1 – 0                 | R.W.D. Molenbeek          |
| 16 agosto 2015                 |                       |                           |
| Cercle Bruges                  | 2 – 0                 | Wallonne Ciney            |
| RFC Liegi                      | 2 – 2 (dts) (4-2 dtr) | Roeselare                 |
| Anversa                        | 3 – 1                 | Izegem                    |
| Seraing                        | 1 – 1 (dts) (5-4 dtr) | Sint-Eloois-Winkel        |
| Spouwen-Mopertingen            | 3 – 2                 | Diegem                    |
| K. FC Oosterzonen              | 3 – 0                 | Léopold                   |
| Deinze                         | 2 – 1                 | Hoogstraten               |
| Verbroedering Geel             | 2 – 2 (dts) (5-6 dtr) | Knokke                    |
| Dender                         | 2 – 0                 | Tempo Overijse            |
| Meux                           | 0 – 1 (dts)           | White Star Bruxelles      |
| Lierse                         | 2 – 1                 | Boom                      |
| Patro Eisden                   | 1 – 0                 | Esperanza Neerpelt        |
| Woluwe Zaventem                | 2 – 4                 | Hades                     |
| Coxyde                         | 3 – 0                 | Gullegem                  |
| Merelbeke                      | 5 – 0                 | Union La Calamine         |
| Duffel                         | 2 – 1                 | Olympia Wijgmaal          |
| Union Saint-Gilloise           | 3 – 0                 | Namur                     |
| Wallonia Walhain               | 2 – 1                 | Sint-Niklase              |
| Racing Charleroi-C-F           | 2 – 1                 | La Louvière Centre        |
| K. Bocholter VV                | 5 – 3 (dts)           | Sporting Sint-Gillis-Waas |
| Zwarte Leeuw                   | 1 – 3 (dts)           | Acren                     |
| R. Daring Club de Cointe-Liège | 2 – 3                 | Hamoir                    |
| Berlare                        | 0 – 0 (dts) (4-2 dtr) | VW Hamme                  |
| Eupen                          | 4 – 1                 | Cappellen                 |
| Olsa Brakel                    | 2 – 1                 | Tienen                    |
| Heist                          | 2 – 0                 | Gent-Zeehaven             |
| Grimbergen                     | 0 – 2                 | Dessel Sport              |
| Bornem                         | 3 – 1                 | FC Richelle United        |
| Racing Mechelen                | 0 – 1                 | Londerzeel                |
| Lommel Utd                     | 2 – 0                 | Givry                     |

## Quinto turno
Al quinto turno partecipano le 32 squadre vincenti il quarto turno.
| Squadra 1            | Risultato   | Squadra 2            |
| -------------------- | ----------- | -------------------- |
| 22 agosto 2015       |             |                      |
| Cercle Bruges        | 2 – 0       | RFC Liegi            |
| Deinze               | 3 – 1       | Tubize-Braine        |
| Virton               | 0 – 1 (dts) | K. Bocholter VV      |
| Berlare              | 1 – 3       | Eupen                |
| Dessel Sport         | 2 – 0       | Bornem               |
| 23 agosto 2015       |             |                      |
| Anversa              | 2 – 1       | Seraing              |
| Spouwen-Mopertingen  | 3 – 2 (dts) | K. FC Oosterzonen    |
| Knokke               | 2 – 4 (dts) | Dender               |
| White Star Bruxelles | 2 – 0       | Lierse               |
| Patro Eisden         | 5 – 0       | Hades                |
| Coxyde               | 1 – 0       | Merelbeke            |
| Duffel               | 1 – 3       | Union Saint-Gilloise |
| Wallonia Walhain     | 4 – 1       | Racing Charleroi-C-F |
| Acren                | 2 – 0       | Hamoir               |
| Olsa Brakel          | 3 – 2       | Heist                |
| Londerzeel           | 0 – 1 (dts) | Lommel Utd           |

## Sedicesimi di finale
Ai sedicesimi di finale partecipano le 16 squadre vincenti il quinto turno e le 16 squadre della Pro League.
| Squadra 1         | Risultato | Squadra 2            |
| ----------------- | --------- | -------------------- |
| 22 settembre 2015 |           |                      |
| Zulte Waregem     | 2 – 0     | Union Saint-Gilloise |
| Westerlo          | 3 – 2     | Cercle Bruges        |
| 23 settembre 2015 |           |                      |
| Charleroi         | 3 – 0     | Wallonia Walhain     |
| Gent              | 3 – 0     | Eupen                |
| Ostenda           | 0 – 2     | Anversa              |
| Deinze            | 0 – 2     | Mouscron-Péruwelz    |
| Patro Eisden      | 0 – 4     | Club Bruges          |
| Sint-Truiden      | 1 – 0     | K. Bocholter VV      |
| OH Lovanio        | 3 – 2     | Lommel Utd           |
| Lokeren           | 6 – 2     | Acren                |
| Anderlecht        | 3 – 1     | Spouwen-Mopertingen  |
| Genk              | 5 – 2     | Dessel Sport         |
| Kortrijk          | 5 – 0     | Olsa Brakel          |
| Malines           | 1 – 0     | White Star Bruxelles |
| Coxyde            | 2 – 3     | Standard Liegi       |
| Waasland-Beveren  | 2 – 1     | Dender               |

## Ottavi di finale
| Squadra 1         | Risultato                   | Squadra 2        |
| ----------------- | --------------------------- | ---------------- |
| 1º dicembre 2015  |                             |                  |
| Gent              | 1 – 0                       | Zulte Waregem    |
| 2 dicembre 2015   |                             |                  |
| Genk              | 1 – 1 (d.t.s.) (5-4 d.t.r.) | Charleroi        |
| Kortrijk          | 4 – 2                       | Anderlecht       |
| Westerlo          | 1 – 1 (d.t.s.) (5-4 d.t.r.) | Anversa          |
| Mouscron-Péruwelz | 1 – 0                       | OH Lovanio       |
| Standard Liegi    | 2 – 0                       | Sint-Truiden     |
| Malines           | 2 – 1                       | Waasland-Beveren |
| 3 dicembre 2015   |                             |                  |
| Club Bruges       | 1 – 0                       | Lokeren          |

## Quarti di finale
| Squadra 1        | Risultato | Squadra 2         |
| ---------------- | --------- | ----------------- |
| 16 dicembre 2015 |           |                   |
| Genk             | 2 – 1     | Mouscron-Péruwelz |
| Westerlo         | 0 – 2     | Club Bruges       |
| Gent             | 1 – 0     | Malines           |
| 17 dicembre 2015 |           |                   |
| Standard Liegi   | 2 – 0     | Kortrijk          |

## Semifinali
| Squadra 1                    | Totale        | Squadra 2   | Andata | Ritorno |
| ---------------------------- | ------------- | ----------- | ------ | ------- |
| 20 gennaio - 2 febbraio 2016 |               |             |        |         |
| Standard Liegi               | 3 – 1         | Genk        | 2 – 0  | 1 – 1   |
| 21 gennaio - 3 febbraio 2016 |               |             |        |         |
| Gent                         | 2 – 2 (g.f.c) | Club Bruges | 2 – 1  | 0 – 1   |

## Finale
| Arbitro: | Johan Verbist |

|              |           |                       |
| Refaelov 27’ | Marcatori | 17’ Dompé 88’ Santini |